# Leviano
 (mai 2020).
Pour plus de détails, voir Fiche technique et Distribution.
Leviano est un film luso-canadien du genre dramatique, écrit et réalisé par Justin Amorim, avec Diana Marquês Guerra, Anabela Teixeira, Alba Baptista, Mikaela Lupu et José Fidalgo, dont la première a eu lieu en 2017 à Cannes et puis dans les salles de cinéma le 5 juillet 2018.

## Synopsis
Le long métrage se déroule dans le milieu aisé et nouveau riche des familles Paixão et Silva. Un crime sensationnel et non résolu se produit et Anita Paixão disparaît pendant sa propre fête d'anniversaire.
Un an plus tard, la mère Anita, réapparue, et ses trois filles très différentes, qui flirtent avec les trois frères de Silva et oscillent entre la vie bourgeoise, l'ennui gâté et la faim de vivre qui explose, acceptent de donner une interview. Dans l'interview, ils révèlent tout ce qui s'est passé et découvrent de nouveaux indices sur cet événement horrible qui a jeté la ville dans la tourmente.

## Réception
Le film a été tourné dans l'Algarve et est sorti au Portugal le 5 juillet 2018. Il a ensuite été projeté dans un certain nombre de festivals de cinéma, dont le Festival international du film de Thessalonique (TIFF). Il a également été nommé pour un certain nombre de prix, notamment aux CinEuphoria Awards (es), où il n'a finalement pas été retenu.
Le 21 novembre 2018, le film est sorti en DVD au Portugal. À la télévision, elle a été diffusée pour la première fois le 3 mai 2020 sur la RTP1, la première chaîne du radiodiffuseur public RTP,
Les cinéphiles portugais ont montré des réactions mitigées, allant de l'enthousiasme à la déception. Les commentaires positifs ont souvent porté sur les décors et les images ainsi que sur la structure contemporaine de la narration et sa profondeur, tandis que les commentaires négatifs ont souvent porté sur la performance de certains jeunes acteurs, le style de réalisation orienté vers Hollywood, l'intrigue invraisemblable et les scènes de sexe.

## Distribution
- Diana Marquês Guerra - Adelaide Paixão[6]
- Anabela Teixeira - Anita Paixão
- Alba Baptista - Carolina Paixão
- Mikaela Lupu - Júlia Paixão
- José Fidalgo - Filipe Frazão
- João Mota - Eduardo Silva
- Ruben Rua - Gonçalo Silva[7]
- Pedro Barroso - Fábio Encarnação
- Alda Gomes - Teresa Leite
- Vítor Silva Costa - Niko Neves
- Gabriella Brooks - Soraia Lima
- Leonardo Martins - Lucas Silva
- Inês Aguiar - Mafalda Magalhães
- Joana Aguiar - Matilde Magalhães
- João Pedro Correia - Xico Paixão